# La Lune Noire
La Lune Noire is een new waveband uit Dordrecht, Nederland. De band is aanvankelijk opgericht als studioband in 2008 door Victor Verzijl en Sven Vogelezang. 

## Historie
Victor Verzijl en Sven Vogelezang speelden enkele jaren samen in verschillende bands. In 2008 besloten ze samen 'La Lune Noire' op te richten. Eddie Meulmeester begon zijn carrière als roadie. Hij vervoegde de band in 2021. De band vond hun inspiratie bij Gary Numan, Front 242, Killing Joke, Depeche mode en vroege Simple Minds.
La Lune Noire stond onder meer op podia van onder andere Summer Darkness, Black Out Festival, Winterborn, Seawave, W-fest en Sinner’s day en als support act van Clan of Xymox en VNV Nation.
In 2009 bracht La Lune Noire hun debuutalbum Nitrogen uit onder hun eigen Svinx records label. Dit album bestaat voornamelijk uit biografische teksten, geschreven door Victor Verzijl die overigens het brein is achter bijna alle teksten en muziek. Het album Exster verscheen in 2011. Daarna zocht de band ook hun plaats op het podium.

## Bezetting
- Victor Verzijl (zang, muziek, lyrics)
- Sven Vogelezang (drum, backingvocals)
- Eddie Meulmeester (synths)

## Albums
- Nitrogen (2009)
- Exster (2011)
- Echoland (2014)
- Dictator (2018)
- Under the rose (2021)
- Complot (2021)

Het album "Under The Rose" werd uitgebracht als eerbetoon aan de in 2013 overleden Rudy Meyerink, waarmee Victor Verzijl eind jaren 80 tot begin jaren 90 de band Under The Rose vormde. Het album bevat ook nummers van de gelijknamige band die La Lune Noire voor het eerst uitbracht. Under The Rose is tevens het eerste album van La Lune Noire dat als download verkrijgbaar is. Ook het album Complot, vol fictieve complottheorieën, werd enkel digitaal uitgebracht.